# 薛仲業
薛 仲業（ソル・ヂュンオプ、설중업、生没年不詳）は、8世紀後半の新羅の儒学者。薛聡の子。

## 人物
779年に外交使節の一員として来日し、祖父の元暁を敬愛していた淡海三船に歓待を受けた。8世紀後半に高仙寺に建立された「誓幢和尚碑」は、元暁の功績を称えるもので、三船の賞賛の言葉が記された。この石碑は、1914年に朝鮮総督府の職員が慶州で3片の断片を発見し、そこから読み取られた碑銘が、1919年刊行の総督府編纂になる『朝鮮金石総覧』に掲載されたことで広く知られるようになった。